# Боков, Максим Эдуардович
Макси́м Эдуа́рдович Бо́ков (род. 29 августа 1973, Ленинград) — советский и российский футболист, защитник; тренер. Мастер спорта. Игрок сборной России.

## Биография
Известен по выступлениям за клубы «Зенит» Санкт-Петербург и ЦСКА. Всего в высшей лиге чемпионата России в составе этих двух команд, а также «Уралана» и «Терека» сыграл 209 матчей, забил 5 мячей. Последним клубом в карьере игрока стал «Салют-Энергия» Белгород, в 2006 году выступавший в первом дивизионе России.
Выпускник академии физической культуры имени П. Ф. Лесгафта (2003).
В сентябре 2006 года Боков объявил о завершении своей игровой карьеры и перешёл на тренерскую работу в белгородском клубе.
С августа 2007 года — старший тренер клуба первого дивизиона «Машук-КМВ» Пятигорск. С февраля 2009 года — главный тренер ПФК «Дмитров». В середине декабря 2009 был назначен главным тренером тверской «Волги». В июне 2010 подал в отставку, вероятно, в связи с поражением в Кубке России. В 2011 возглавлял футбольный клуб «Дмитров». 28 июня 2011 года вернулся в ЦСКА на должность тренера ДЮСШ. С октября 2021 по март 2022 года являлся помощником Андрея Аксёнова в ивановском «Текстильщике». 23 марта покинул команду вслед за наставником.

## Карьера в сборной
Сыграл 3 матча в составе сборной России:
- 7 февраля 1997. Международный турнир. Югославия — Россия, 1:1, по пенальти — 5:6. 13 мин, вышел на замену
- 10 февраля 1997. Международный турнир. Швейцария — Россия, 1:2. 90 мин
- 12 марта 1997. Товарищеский матч. Югославия — Россия, 0:0. 6 мин, вышел на замену

Также в 1995 году сыграл в 3 матчах за олимпийскую (молодёжную) сборную России.

## Достижения
- Серебряный призёр чемпионата России: 1998 (в составе ФК ЦСКА)
- Бронзовый призёр чемпионата России: 1999 (в составе ФК ЦСКА)
- Победитель в первом дивизионе России: 2004 (в составе ФК «Терек»; выход в премьер-лигу)

3-е место в первой лиге России: 1995 (в составе ФК «Зенит»; выход в высшую лигу)
- Обладатель Кубка России: 2003/04 (в составе ФК «Терек»)

Финалист Кубка России: 1999/2000 (в составе ФК ЦСКА)
- В списках 33-х лучших футболистов чемпионата России (3): № 2 — 1996; № 3 — 1997, 1998

## Личная жизнь
Сын Данила Боков (род. 2002) — футбольный вратарь.